# Ibrahim Dossey
Ibrahim Dossey Allotey (ur. 24 listopada 1972 w Akrze, zm. 9 grudnia 2008 w Bukareszcie) – ghański piłkarz występujący na pozycji bramkarza.

## Kariera klubowa
Dossey karierę rozpoczynał w zespole Dawu Youngstars. W 2000 roku został zawodnikiem rumuńskiego FC Brașov, grającego w pierwszej lidze. Występował tam przez trzy sezony, a potem przeszedł do także pierwszoligowego Rapidu Bukareszt. W trakcie sezonu 2003/2004 wrócił jednak do FC Brașov. W sezonie 2004/2005 spadł z nim do drugiej ligi. Wówczas przeszedł do Unirei Sânnicolau Mare, gdzie spędził sezon 2005/2006. Następnie grał w pierwszoligowym Pandurii Târgu Jiu, a 11 września 2008 podpisał kontrakt z FCM Târgoviște. 13 września 2008 w wyniku wypadku samochodowego zapadł w śpiączkę. 9 grudnia 2008 zmarł.

## Kariera reprezentacyjna
W 1992 roku Dossey był członkiem reprezentacji, która zdobyła brązowy medal na letnich igrzyskach olimpijskich. Wystąpił na nich w meczu o 3. miejsce z Australią (1:0).